# Balera

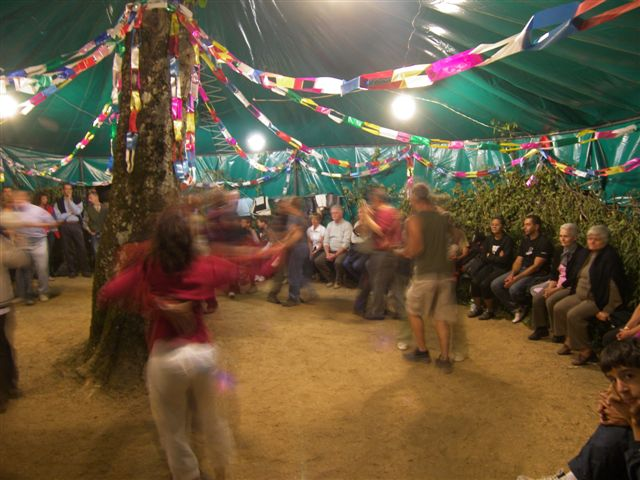
Festa nella balera di Pizzonero

La balera è un locale da ballo italiano, tendenzialmente orientato verso un pubblico di estrazione popolare.

## Descrizione
Molto diffusa nell'Italia del Nord - soprattutto in Emilia-Romagna - la balera si caratterizza spiccatamente per il tipo di musica che in essa si suona e balla: dal tango a tutte le tipologie di ballo cosiddetto liscio, rigorosamente da eseguire in coppia.
Un tempo, per i piccoli paesi che non potevano permettersi di edificare una struttura stabile, vi erano balere mobili che venivano montate per le feste o le sagre, con una struttura in legno, palo centrale che reggeva il telone di copertura, pista in legno costruita a spicchi che dava forma poligonale alla struttura.
La prima balera documentata è quella che il violinista Carlo Brighi (detto zaclén, "anatroccolo") aprì sulla fine del XIX secolo a Gatteo (FC), chiamata il Capannone Brighi.
La parola balera viene usata in Emilia anche per indicare solamente la pista da ballo quando questa viene montata all'aperto: quelle vecchie sono formate da pannelli di assi di legno che si incastrano uno nell'altro, quelle nuove sono in metallo.
A causa delle tipologie musicali praticate, la balera rimane associata ad un divertimento pacato e senza eccessi, tipico delle generazioni nate nella prima metà del XX secolo. Le generazioni nate a partire dagli anni sessanta si sono allontanate da questo tipo di locale, preferendo frequentare le discoteche.
Nella zona delle quattro province (Genova-Alessandria-Pavia-Piacenza) il ballo tradizionale è tuttora molto sentito. Anche le più piccole frazioni sono dotate di balera, sia per motivi meteorologici che per problemi di spazi agibili legati alle caratteristiche della montagna. Sono locali molto rustici e costruiti a volte con materiali di recupero: uno dei più particolari è quello di Pizzonero, frazione di Ottone in val Boreca, costruito intorno ad un grosso ippocastano con il fondo in terra battuta.